# Славковичи (Могилёвская область)
Сла́вковичи (бел. Слаўкавічы) — деревня в составе Славковичского сельсовета Глусского района Могилёвской области Республики Беларусь.

## Население
- 1999 год — 464 человека
- 2009 год — 282 человека